# Questão das Carolinas
A Questão das Carolinas ou Crise das Carolinas foi um conflito entre o Império Alemão e o Reino da Espanha sobre a soberania das Ilhas Carolinas e Palau no Pacífico ocidental. Ocorreu em 1885, no início do império colonial alemão e no final do Império Espanhol.

## Contexto

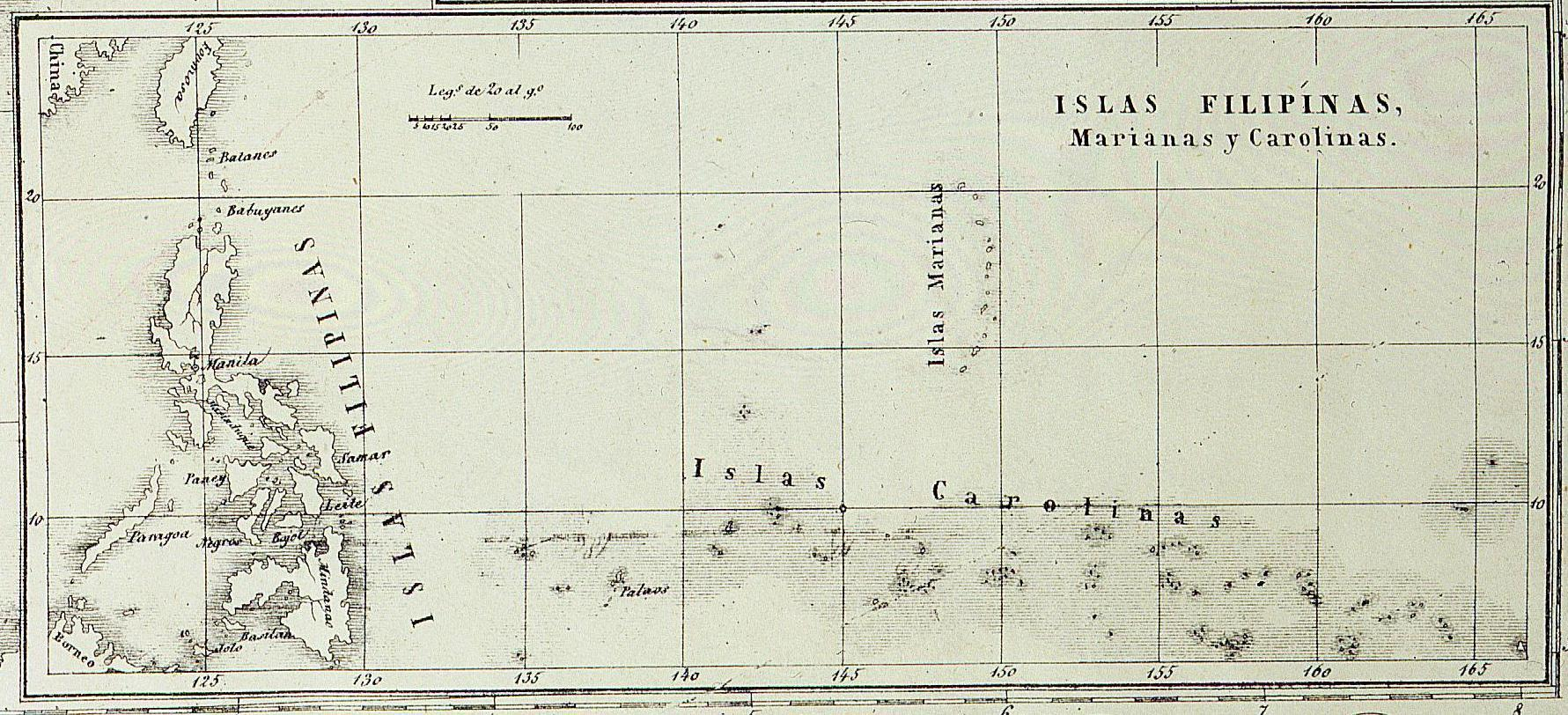
Mapa das Índias Orientais Espanholas de 1858

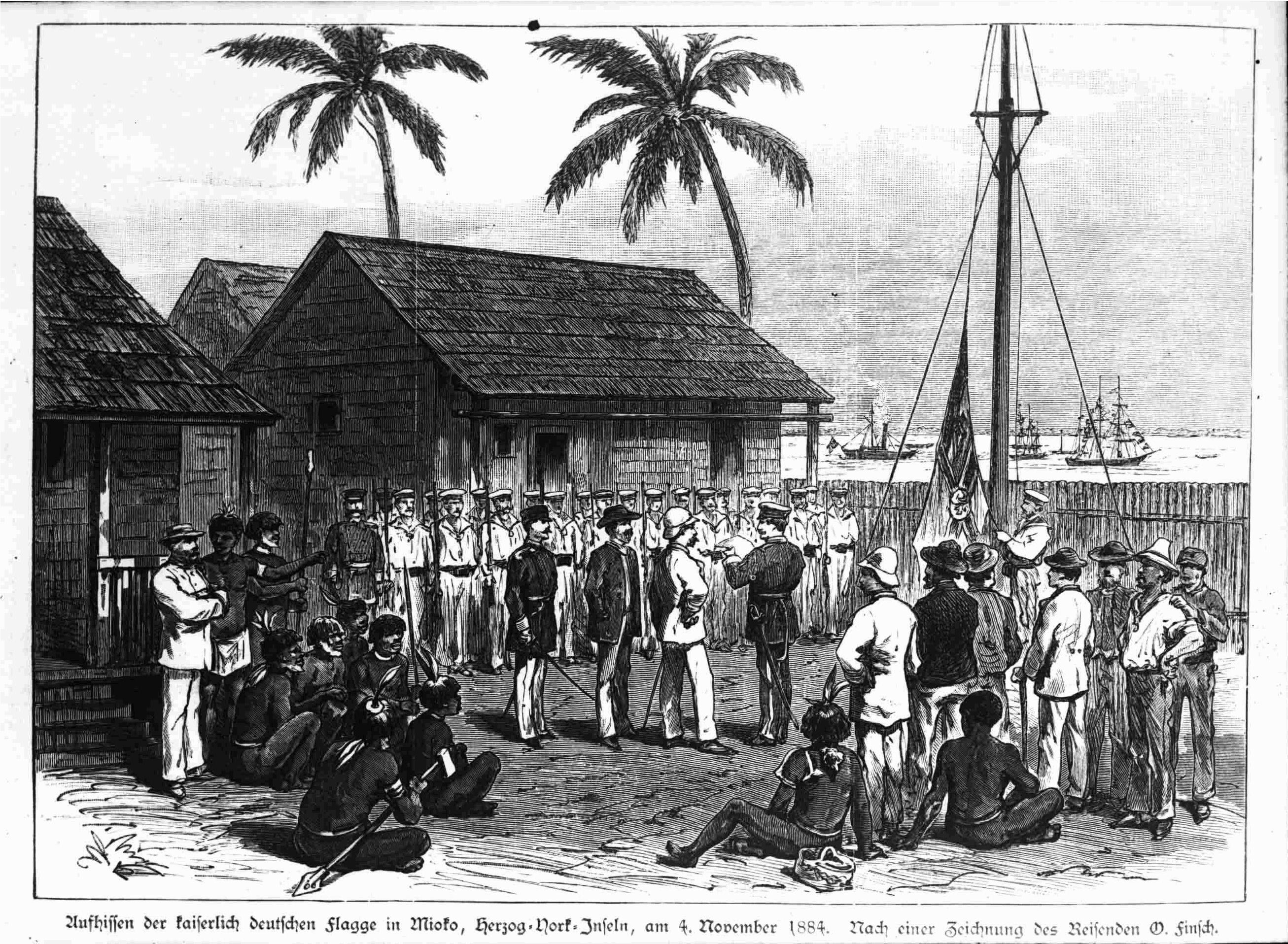
Hasteamento da bandeira alemã na Ilha Mioko em novembro de 1884

A Espanha considerava as Ilhas Carolinas como parte das Índias Orientais Espanholas desde a Era dos Descobrimentos, quando o Tratado de Zaragoza as havia definido como parte da esfera de influência espanhola. No entanto, a Espanha não exerceu controle efetivo sobre as Ilhas e, em 1875, concordou com a Alemanha em não estender a jurisdição alfandegária das Filipinas sobre as Ilhas, garantindo assim o livre comércio para os empreendimentos alemães no Pacífico.
O acordo anglo-alemão de abril de 1884 reconheceu Kaiser-Wilhelmsland e as ilhas ao norte como parte da esfera de influência germânica e, em novembro de 1884, a bandeira alemã foi hasteada na Ilha Mioko, no futuro Arquipélago Bismarck. Esses desenvolvimentos colocaram os interesses alemães em contato mais próximo e assertivo com os da Espanha. O acordo anglo-alemão apenas definiu as zonas de influência das duas potências signatárias e não esclareceu quaisquer outros limites ao poder alemão.
Em 23 de janeiro de 1885, a firma de Hamburgo Hernsheim & Co pediu ao governo alemão que tomasse as Ilhas Carolinas sob proteção a fim de assegurar seu monopólio comercial. O assessor colonial no Ministério das Relações Exteriores, Friedrich Richard Krauel, endossou esta proposta e a encaminhou ao subsecretário, Herbert von Bismarck. Seu pai, o chanceler Otto von Bismarck, acreditava que a Espanha estava prestes a anexar formalmente as Ilhas Carolinas em resposta à expansão alemã. Em junho de 1885, espalhou-se rumores de que a Espanha colocaria as Ilhas sob ocupação efetiva e já havia nomeado um governador. Em 21 de julho de 1885, o Kaiser Wilhelm I aprovou a ocupação alemã das Carolinas.

## Hasteando a bandeira
Bismarck confirmou ao Almirantado Alemão que a bandeira deveria ser hasteada sobre as Carolinas. Em 31 de julho de 1885, o Tenente-Comandante Paul Hofmeier, no comando da canhoneira Iltis ao largo de Xangai, recebeu ordens para hastear a bandeira em Yap e Palau e garantir tratados de proteção com chefes locais para legitimar a ocupação alemã.
Em 4 de agosto de 1885, as autoridades alemãs informaram o governo espanhol de que estavam a estender a área de proteção alemã às Carolinas. O Ministro das Relações Exteriores da Espanha, José de Elduayen y Gorriti, rejeitou imediatamente o direito da Alemanha de tomar essa medida. O governo espanhol enviou uma nota a Berlim, afirmando que as Carolinas pertenciam à Espanha desde 1543. Poucos dias depois, no entanto, a Espanha garantiu a liberdade de comércio para os alemães nas Carolinas. Uma campanha de imprensa hostil começou na Espanha, o que resultou em protestos antialemães. Houve manifestações em Madri, onde um comício atraiu mais de 30.000 pessoas, e em cerca de 80 outros lugares do país.
A Questão das Carolinas permitiu que a oposição republicana espanhola envergonhasse o rei Alfonso XII, o que significava que o seu governo queria que o assunto fosse resolvido rapidamente. Bismarck, surpreso com a escala dos protestos, anunciou em 23 de agosto de 1885 que a Alemanha não tinha intenção de negar direitos históricos estabelecidos e propôs levar o assunto à arbitragem. No entanto, a Espanha não apresentou nenhuma evidência de propriedade anterior e Bismarck não tinha pressa em concluir o assunto antes de receber um relatório da marinha alemã.
Na noite de 2 de agosto de 1885, quando a canhoneira alemã Iltis entrou no porto de Yap, encontrou dois navios de guerra espanhóis, o San Quentin e o Manila, ancorados.:412 Eles trouxeram o futuro governador espanhol, bem como padres e soldados para a ilha, e a construção de um posto governamental espanhol já havia começado. No entanto, Hofmeier mandou hastear a bandeira alemã, o que levou os espanhóis a hastear a sua própria bandeira. Parecia que um combate se seguiria, mas os espanhóis retiraram-se e deixaram a ilha.

## Preocupações comerciais
Quando as notícias do hasteamento da bandeira alemã chegaram a Madri no início de setembro de 1885, tumultos eclodiram em torno da embaixada alemã. O consulado alemão em Valência também se tornou alvo de ataques furiosos. Com a ameaça de que a situação pudesse sair do controle, o governo espanhol instou a Alemanha a encontrar uma solução rápida. Enquanto isso, a canhoneira Albatross sob o comando do capitão de corveta Max Plüddemann continuou a hastear a bandeira alemã e visitou muitas das Ilhas Carolinas entre 20 de setembro e 18 de outubro de 1885.
No entanto, a esta altura Bismarck temia que, no caso de uma guerra com a Espanha, a França ficasse do seu lado contra a Alemanha. Ao mesmo tempo, a disputa estava tendo um efeito prejudicial nas relações comerciais germano-espanholas (o volume de comércio havia aumentado cerca de dez vezes desde 1879). A Espanha aproveitou as preocupações comerciais alemãs ao prometer um acordo comercial vantajoso para a Alemanha em troca do reconhecimento da soberania espanhola.

## Arbitragem

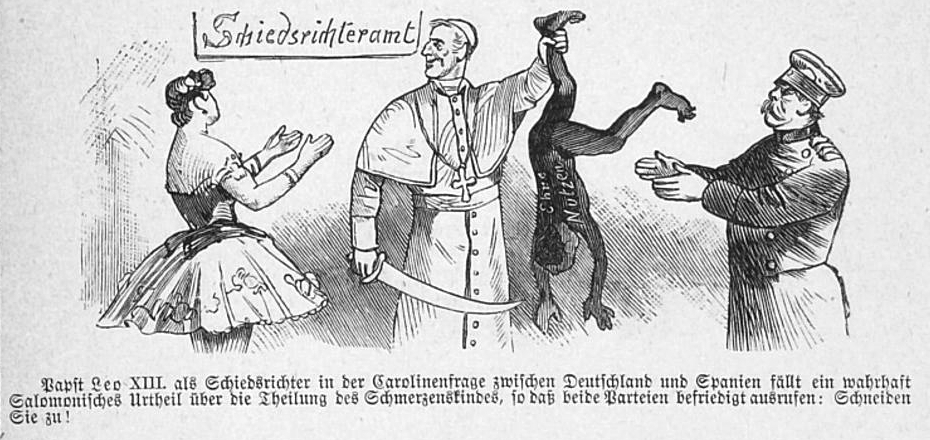
Caricatura na revista semanal Kladderadatsch de 27 de dezembro de 1885: "O Papa Leão XIII, como árbitro na Questão das Carolinas entre a Alemanha e a Espanha, proferiu um veredito verdadeiramente salomônico sobre a partilha da criança problemática, de modo que ambos os lados gritaram satisfeitos: "Então comecem a cortar!"

Bismarck continuou a insistir na arbitragem independente, pois a única alternativa era reconhecer que a Espanha tinha razão. Em 29 de setembro de 1885, Bismarck propôs o Papa Leão XIII como árbitro, como alguém cuja autoridade a Espanha católica dificilmente poderia negar. Ao mesmo tempo, Bismarck esperava restaurar as relações com a Santa Sé após as amargas divisões do kulturkampf. O Papa pronunciou seu veredito em 22 de outubro de 1885; como esperado, ele determinou que as ilhas eram espanholas. Também ordenou que o governo espanhol estabelecesse uma administração funcional o mais rápido possível e concedeu à Alemanha liberdade para negociar e se estabelecer nas Carolinas, bem como uma possível estação naval e de carvão em Yap. Isso, no entanto, a Alemanha nunca reivindicou. O veredito do Papa não levou em consideração os desejos dos próprios islenhos.
O acordo comercial existente entre a Alemanha e a Espanha foi renovado em 7 de dezembro de 1885 e, em 17 de dezembro, um novo Tratado Alemão-Espanhol foi assinado em Roma, dando efeito à decisão do Papa. Isto pôs fim à Questão das Carolinas.

## Consequências

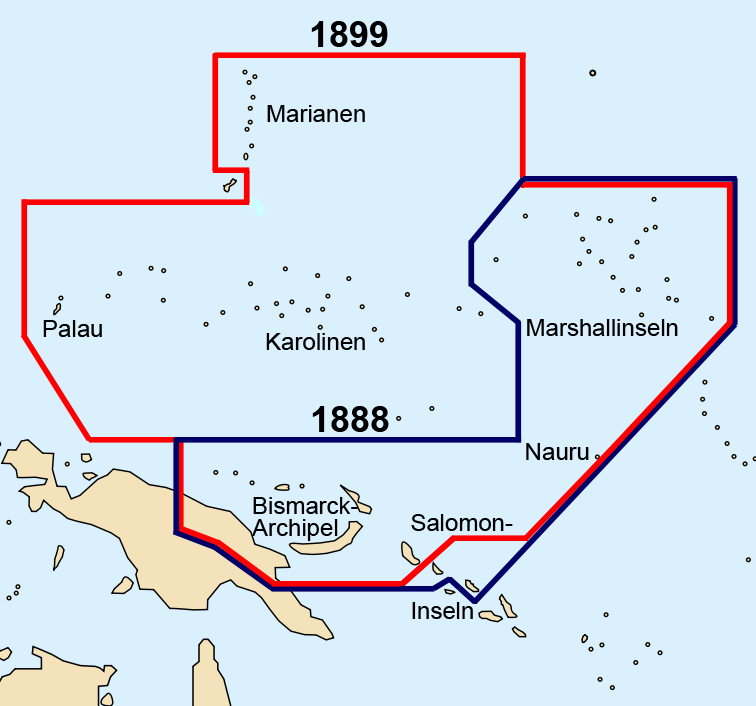
Possessões alemãs no Pacífico ocidental após a Disputa das Carolinas (1888) e o tratado germano-espanhol (1899)

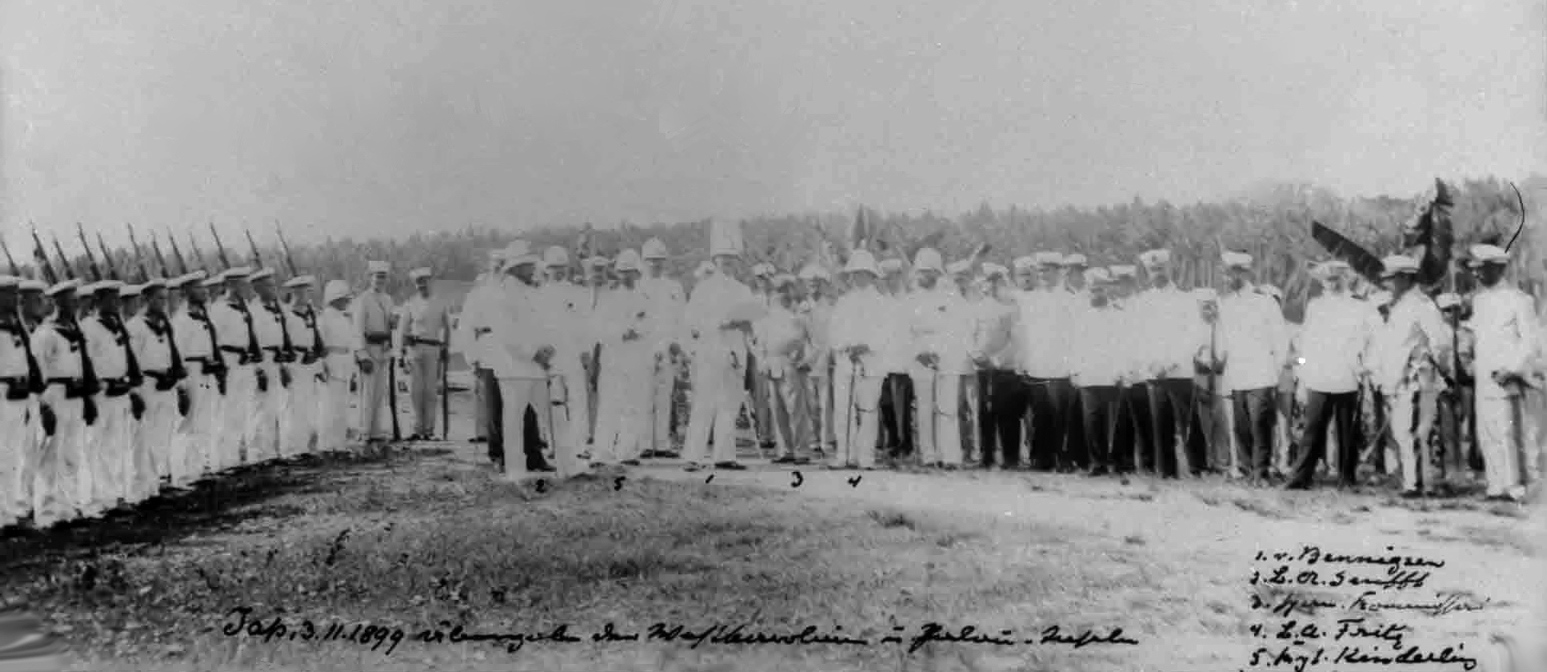
Transferência das Carolinas ocidentais e de Palau da Espanha para a Alemanha, Yap, 3 de novembro de 1899

As reações alemãs a esse desfecho variaram de indignação por uma segunda derrota após o Kulturkampf a elogios pela arbitragem pacífica. Na verdade, o Partido Livre-Pensador Alemão, de caráter anticolonial, considerou-o até como um sinal do fim iminente do colonialismo alemão. Na Espanha, o descontentamento reinou sobre as concessões feitas à Alemanha. Isso foi expresso em uma peça popular na qual crianças chamadas "Hispania" e "Germania" discutiam sobre uma boneca chamada "Carolina" até que seu pai veio e declarou que, embora a boneca pertencesse a "Hispania", "Germania" deveria brincar com ela.
A Questão das Carolinas revelou as ilhas da Micronésia aos interesses internacionais. Longe das áreas sobre as quais a Espanha afirmou com sucesso sua soberania, em 15 de outubro de 1885, o comandante da canhoneira alemã Nautilus declarou as ainda independentes Ilhas Marshall como um protetorado alemão.:342
Ao também tomar Nauru (1888), a Alemanha garantiu o controle de todas as ilhas ao sul e oeste das Carolinas. Em 1887, a Espanha começou a exercer controle efetivo sobre as Carolinas, encontrando oposição dos habitantes ao fazê-lo.
Após a Guerra Hispano-Americana, a Espanha vendeu as Carolinas, Palau e as Ilhas Marianas do Norte para a Alemanha no Tratado Germano-Espanhol (1899) por 16,6 milhões de marcos. As ilhas se tornaram parte das colônias alemãs no Pacífico, até serem ocupadas pelo Japão em 1914 e, após a Primeira Guerra Mundial, foram governadas pelo Império do Japão sob o Mandato do Pacífico Sul.

## Nota
- Este artigo foi inicialmente traduzido, total ou parcialmente, do artigo da Wikipédia em inglês cujo título é «Carolines Question».